# カリプラジン
カリプラジン（英: Cariprazine）は、ブレイラー（英: Vraylar）やレアギラ（英: Reagila）などの商品名で販売されている非定型抗精神病薬であり、統合失調症や双極性障害の治療に用いられる。投与法は経口である。ウェールズでは、カリプラジンの使用は推奨されていない。
一般的な副作用には、運動障害、胸やけ、眠気、落ち着きがなくなる、などがあげられる。この他の副作用には、悪性症候群、 遅発性ジスキネジア、糖尿病、体重増加、白血球減少、起立性低血圧、発作、などがあげられる。認知症による死亡リスクの高い高齢者に使用される。妊婦中の人への使用の安全性は不明である。ドーパミン受容体とセロトニン受容体に作用する
カリプラジンは、2015年に米国と2017年にヨーロッパで医薬品としての使用が承認された。2021年の英国の国民保健サービスにかかる4週間分の治療費用は約80ポンドである。米国での同等の費用は約1,250米ドルである。